# The Presidents of the United States of America
Ne pas confondre avec le président des États-Unis ou la liste des présidents des États-Unis
The Presidents of the United States of America (littéralement: Les Présidents des États-Unis d'Amérique), régulièrement abrégé PUSA, The Presidents of the USA, The Presidents ou encore Pot USA, est un groupe de rock alternatif américain, originaire de Seattle, dans l'État de Washington. Il est formé en 1993 et se sépare en 2016. Pendant 23 ans d'existence, le groupe compte un total de six albums studio.

## Biographie

### Débuts (1993–1994)
Le bassiste Chris Ballew et le guitariste Dave Dederer sont des camarades d'école ayant joué dans plusieurs formations rock de la région de Seattle. Jason Finn, le batteur de Skin Yard, puis de Love Battery, les rejoint en 1993,. Ils adoptent leur nom après un concert durant lequel Chris Ballew les a présentés au public comme « The Presidents of the United States of America ». Dave dira plus tard : « notre nom était plutôt marrant quand Bill Clinton était président. Mais maintenant que c'est George W. Bush le président, c'est plutôt un fiasco ».
Le groupe autoproduit une cassette audio nommée Froggystyle, tirée à 500 exemplaires qui n'a été distribué que sur la ville de Seattle et ses environs. Cette cassette, qui contient les premières versions de chansons phares, les conduira à signer chez un label local, PopLlama, en 1994 ; lequel publie son premier album l'année suivante. Le groupe publie aussi un single vinyle bleu en édition limitée, Fuck California, chez C/Z Records.

### Succès (1995–1998)
Le succès des Presidents prend l'industrie du disque par surprise, mais ils sont finalement signés par Columbia Records qui réédite leur premier album en 1995. Il est nommé pour un Grammy. L'album se classe 6e du Billboard 200 et 14e des charts britanniques. Vendu à deux millions d'exemplaires, il est certifié « double disque de platine ». Les singles Lump et Peaches, qui en sont extraits, atteignent respectivement la 1re et 8e place du classement Alternative Songs, qui recense les titres les plus populaires sur les stations de radio américaines diffusant du rock alternatif. Lump figure dans le Top 30 du Billboard Hot 100. Les deux titres sont également des tubes au Royaume-Uni, où ils se classent 15e et 8e du UK Singles Chart. L'album est certifié triple disque de platine par la Recording Industry Association of America.
Dave Dederer s'est souvenu à propos de cet album : « Il est important de se rappeler que nous avons enregistré ce disque dans des conditions vraiment précaires: dans le studio d'un copain, complètement humide, et pour mille dollars seulement. Il faut s'en souvenir pour démythifier toute cette merde sur la starification. L'important se situe entre tes deux oreilles ».
La réédition de cet album par Columbia Records comprend quelques différences avec la version d’origine éditée par PopLlama Records. Notamment l'ajout dans la chanson Naked & Famous du solo de guitare joué par Kim Tahil de Soundgarden, la suppression dans la chanson Feather Pluck’n du couplet « All the froggies have a good time », la reprise modifiée du couplet « Everybody had a good time » de la chanson I’ve Got A Feeling des Beatles).
Leur deuxième album, intitulé II, sort en novembre 1996, le jour de l'élection présidentielle américaine, et se classe dans le Top 40,. La même année, les Presidents of the United States of America reprennent Ça plane pour moi de Plastic Bertrand. Une autre reprise, le titre Cleveland Rocks de Ian Hunter, sert de thème musical au Drew Carey Show. En 1998, Columbia édite la compilation Pure Frosting, comprenant notamment la reprise Video Killed the Radio Star des Buggles, avant que le groupe se sépare.

### Autres labels et séparation (2000–2003)
Après une expérience live avec le rappeur américain Sir Mix a lot, le groupe se reforme en 2000 et sort l'album Freaked Out and Small. Il s'agit de leur seul album enregistré avec des guitares conventionnelles, en lieu et place de leurs « basitar » à deux cordes et « guitbass » à trois cordes. Chris Ballew refuse toutefois de repartir en tournée. Un unique concert (ironiquement intitulé World Tour) est donné sur Seattle devant un public d'amis et de privilégiés, et diffusé sur internet. Ce concert est exceptionnellement joué à quatre musiciens : Duff McKagan, ex-bassiste des Guns n' Roses et ami de Dave, y joue de la basse pour l'occasion. L'intégralité de ce concert, ainsi qu'un making of de Freaked out and Small sortent en DVD quelques mois plus tard. Mais alors que Dave affiche clairement son souhait de revenir jouer en Europe, Chris Ballew déclare : « Le fait que nous ayons sorti un album ne signifie pas que nous sommes à nouveau un groupe »[réf. nécessaire]. Les membres retournent donc à leurs occupations.
Fin 2002, The Presidents of The United Sates of America programment un retour à la fois sur scène et dans les bacs. Le 1er semestre 2003 voit une petite tournée américaine ponctuée de sessions studios. En 2004 sort leur quatrième album, Love Everybody,, comprenant notamment la reprise Problems des Sex Pistols, également jouée sur scène avec Krist Novoselic, ex-bassiste de Nirvana, lors de la cérémonie des Northwest IMPACT Awards.
L'année 2004 voit aussi la sortie d'une édition « deluxe » de leurpremier album (intitulée Extra Super Double Bonus Thrill Pack) et de Freaked Out and Small, sous le label PUSA Music.
L'album These Are the Good Times People sort en 2008. Alors que l'activité du groupe diminue, Chris Ballew enregistre de la musique pour enfants sous le nom de Caspar Babypants.

### Troisième retour (2013–2016)

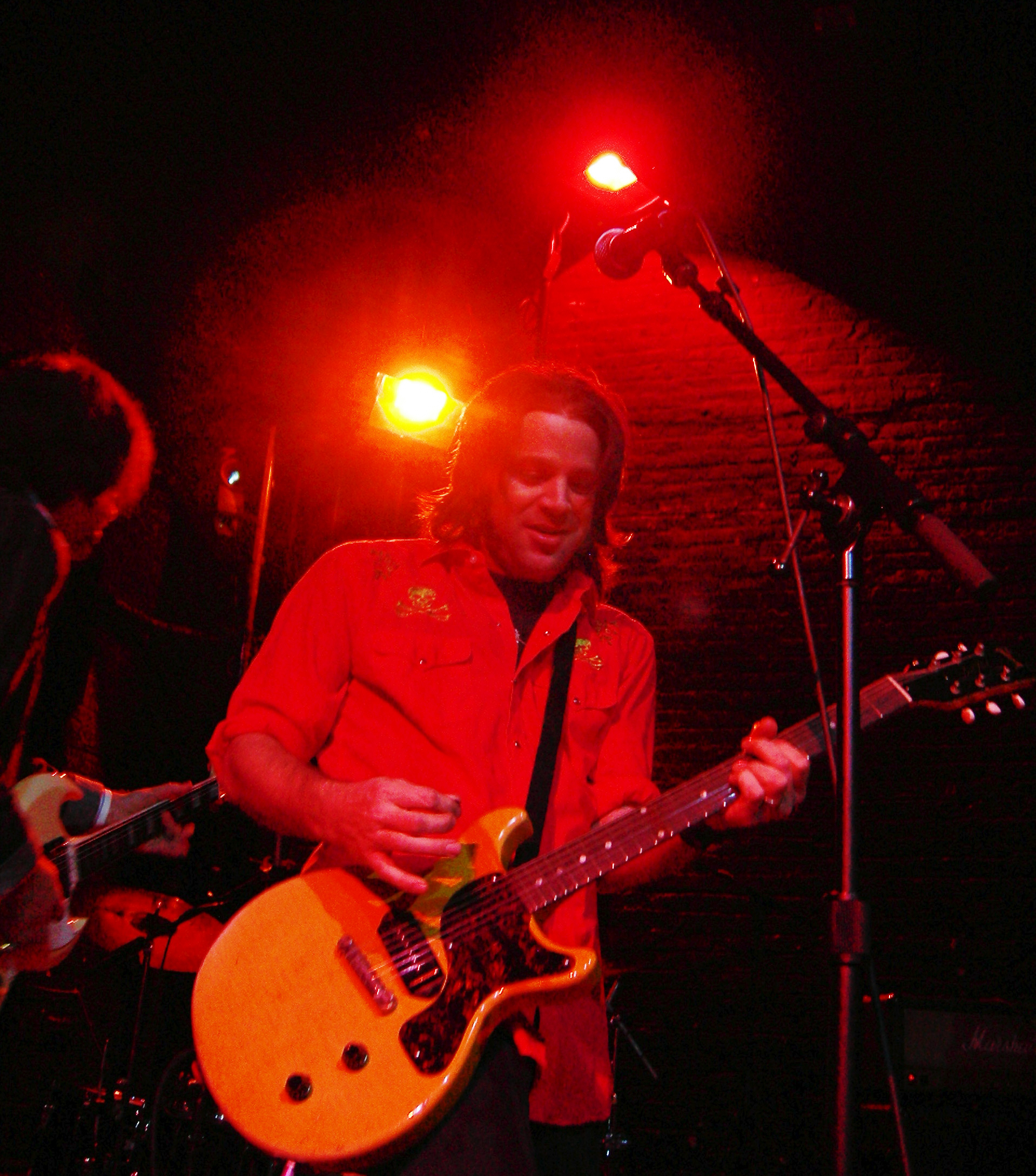
Andrew McKeag.

En 2013, les Presidents financent un nouvel album grâce au site de financement participatif PledgeMusic. En février 2014, ils sortent leur sixième album, Kudos to You!. Le 16 novembre 2016, Chris Ballew annonce sur Facebook la fin du groupe en postant ce message « Vous avez pu remarquer que PUSA a été plutôt silencieux depuis l'été 2015, et voici pourquoi. Nous ne formons plus un groupe. Nous nous sommes retirés du business PUSA, parce que nous sommes vieux maintenant [...] En fait ce n'est pas vraiment que nous sommes vieux. Il est juste temps de passer à autre chose, de créer du changement ».

### Rééditions (2020-2024)
En 2020, les Presidents financent l'édition en vinyle de leur premier album, qui fête ses 25 ans, grâce au site de financement participatif Kickstarter. Le batteur Jason Finn donne une interview où il revient sur l'histoire du groupe.
La levée de fonds rencontre un franc succès (336 067 $ levés pour un objectif de 25 000 $) et fait son entrée dans le top 10 des levées de fonds les plus réussies. À l'issue de celle-ci, le groupe annonce aux contributeurs que d'autres campagnes auront lieu.
Une nouvelle campagne est lancée au mois de décembre 2022 sur le site Bandboxrocks. Outre une nouvelle édition en vinyle de leur premier album, épuisé depuis la campagne de 2020, le groupe propose la réédition en vinyle de la cassette audio Froggystyle de leurs débuts.

## Style musical et influences
Les Presidents ont la particularité de jouer des airs guillerets sur une guitare électrique à trois cordes et une basse à deux cordes. Leurs chansons abordent des sujets légers, comme la série télévisée The Brady Bunch ou le manga Speed Racer, auquel fait référence le titre Mach 5.

## Instruments
Les Presidents jouent sur une « basitar » à deux cordes et une « guitbass » à trois cordes, à l'exception de Freaked Out And Smal, enregistré avec des instruments conventionnels.
Chris Ballew eut l'idée d'enlever des cordes à sa guitare lorsqu'il était enfant, pour en simplifier l'apprentissage. Plus tard, son ami Mark Sandman de Morphine lui donna l'idée de ne jouer qu'avec deux cordes (lui-même jouait de la 2-string slide bass). Le concept définitif prend forme avec la Basitar, une guitare basse sur laquelle ne sont montées que deux cordes. Le son spécifique produit par cet instrument, que l'on entend par exemple dans l'introduction des chansons Back Porch ou Love Everybody, en fait sa marque de fabrique.
Lorsqu'il fut question de former les Presidents of the United States of America, le guitariste Dave Dederer initia de son côté le pendant guitare de la Basitar : ainsi naquit la Guitbass, guitare électrique à trois cordes.

## Discographie

### Albums studio
- 1995 : The Presidents of the United States of America (PopLlama Records)
- 1996 : II (Columbia Records)
- 2000 : Freaked Out and Small (Musicblitz)
- 2004 : Love Everybody (PUSA Inc.)
- 2008 : These are the Good Times People (PUSA Inc.)
- 2014 : Kudos to You! (PUSA Inc.)

### Compilations
- 1997 : Rarities (Columbia Records) - sortie uniquement au Japon
- 1998 : Pure Frosting (Columbia Records)
- 2001 : Lump (Columbia Records)

### Albums en public
- 1998 : Extra Frosting (Columbia Records) - CD2 du double CD Pure Frosting sorti uniquement au Japon
- 2014 : Thanks For The Feedback! (PUSA Inc.)
- 2020: Peck Out The Code (Live '95) (Hatboxghost Music)